# Araguaçu
Araguaçu es un municipio brasileño del estado del Tocantins. Se localiza a una latitud 12º55'50" sur y a una longitud 49º49'35" oeste, estando a una altitud de 278 metros. Su población estimada en 2004 era de 12.978 habitantes en un área de 5188,9  km².
Araguaçu se localiza en la frontera con Goiás, siendo intenso el tránsito vehicular y humano entre los dos estados, además de situarse entre dos importantes ríos, el Araguaia y el Formoso.
Araguaçu es conocida como "La Capital del Ganado Blanco", siendo notable el gran rebaño bovino de 350.000 cabezas. Es una ciudad tranquila, próxima al río Araguaia, agradable a quien la visita.
Está en construcción un lago donde se sitúa el puente de la represa Matenía, la ciudad está en desarrollo con proyectos estructurales que prometen prosperidad. 